# Zona Internacional de Tánger
La Zona Internacional de Tánger (en árabe: منطقة طنجة الدولية‎, Manṭiqat Ṭanja ad-Dawliyya; en francés: Zone internationale de Tanger; en inglés: Tangier International Zone) fue, formalmente, un protectorado ejercido por varios países situado en la ciudad homónima marroquí y su hinterland entre 1923 y 1956. La entidad tenía una extensión de 373 km² y se trataba de una zona de control internacional, es decir, cuyo gobierno y administración estaba en manos de una comisión internacional compuesta por una serie de países. Su estatus vino configurado mediante el Estatuto de Tánger de 1923 y se mantuvo oficialmente hasta la independencia de Marruecos en 1956, si bien Marruecos no recuperó la soberanía total sobre la ciudad hasta 1960.
Entre 1940 y 1945, fue suspendido el protectorado internacional sobre la ciudad, ejerciendo la España de Franco la soberanía efectiva al integrarla en el protectorado marroquí.

## Historia

### Orígenes e instauración

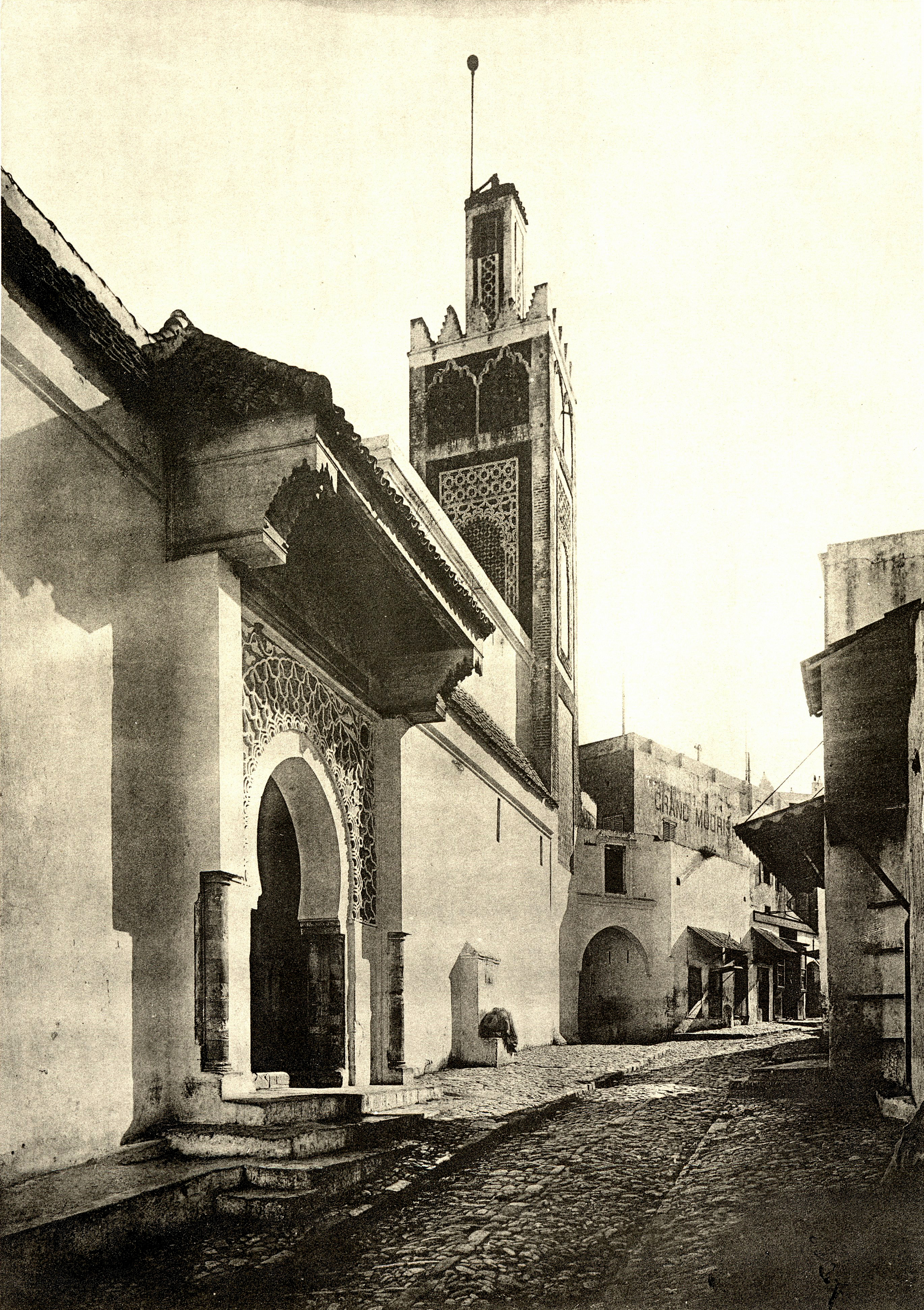
Mezquita de Tánger, a principios del.

En la ciudad de Tánger se hallaban instaladas las sedes de las delegaciones diplomáticas en Marruecos desde finales del siglo XIX. La posición de Tánger y su influencia en las relaciones diplomáticas ya se habían convertido en un problema internacional durante la Primera Crisis Marroquí. Desde la instauración del Protectorado Español de Marruecos, la cuestión sobre el estatus y la administración de esta peculiar ciudad venía siendo un rompecabezas en el tablero internacional. El 30 de marzo de 1912 Marruecos fue obligado, bajo la amenaza de invadir el país, a firmar un acuerdo por el que Tánger quedaba bajo el protectorado de varios países.
En 1923 se firmó un tratado internacional multilateral que estableció el nuevo estatus del territorio, el denominado Estatuto de Tánger: Según el mismo, la ciudad de Tánger se convertía en un protectorado controlado conjuntamente por las autoridades españolas, francesas y británicas. Hacia 1928, Portugal, Bélgica, los Países Bajos e Italia se unieron al gobierno de la ciudad. La administración internacional comenzó oficialmente el 1 de junio de 1925. El predominio francés en todos los ámbitos de la administración pronto se hizo patente, para disgusto de los representantes españoles. Aun así, el 3 de marzo de 1928 el gobierno de Francia alcanzó un acuerdo con España para incrementar el poder español en el gobierno de Tánger.
En 1927 la ciudad quedó unida por ferrocarril con Fez (en el Protectorado Francés de Marruecos) tras completarse las obras que habían comenzado varios años antes la Compañía Franco-Española del Ferrocarril de Tánger a Fez. El nuevo ferrocarril unió el puerto atlántico tanto con el Protectorado Español de Marruecos como el Protectorado Francés de Marruecos. Ya en 1912 se había tomado el acuerdo para la construcción de este ferrocarril internacional.

### Entre dos guerras
Entrados los años 1930, durante este periodo la ciudad se convirtió en un centro de espionaje y en un punto estratégicamente situado en las rutas comerciales y cercano al estrecho de Gibraltar. Durante la guerra civil española continuó esta situación, viéndose la ciudad envuelta en el conflicto interno español.
En el desarrollo del golpe de Estado en España de julio de 1936, numerosos buques de la Armada republicana se dirigieron al estrecho de Gibraltar para intentar bloquear el paso a la península del Ejército de África. Entre el 18 y el 20 de julio algunos buques se dirigieron al puerto de Tánger, por carecer de un puerto leal en la zona del estrecho. Allí el Acorazado Jaime I y los cruceros Libertad y Miguel de Cervantes, junto a otros buques que iban faltos de combustible, intentaron que el gobierno de la ciudad les permitiera petrolear y carbonear, pero no lo consiguieron: el general Franco desde Tetuán calificó a la flota republicana como pirata para que no recibiera ningún tipo de auxilio.
La administración española también se vio dividida en dos bandos a raíz de la Guerra civil: la Junta de Defensa Nacional, gobierno sublevado, trató de destituir al cónsul general republicano, José Prieto del Río, y nombró a su propio representante en la zona. El gobierno republicano también destituyó a todos aquellos funcionarios u oficiales simpatizantes del bando sublevado, como fue el caso del director del hospital español de la ciudad, Manuel Amieva Escandón, quien años después jugaría un destacado papel. Durante el transcurso de la contienda, la República siguió manteniendo sus funciones administrativas en la ciudad.
En 1938 el socialista Juan Simeón Vidarte fue enviado a Tánger como cónsul general, donde comenzó a organizar una red de espionaje republicana en el Marruecos español junto al coronel Vicente Guarner Vivancos. Cuando Francia y Gran Bretaña reconocieron diplomáticamente a Franco en febrero de 1939, los representantes republicanos fueron expulsados de la ciudad.
Tánger adquirió durante esta época una reputación por ser una zona tolerante, bohemia y culturalmente diversa: era preferida especialmente por escritores de talla mundial y homosexuales, quienes podían expresar abiertamente sus preferencias.
Nada más terminar la guerra civil española, el nuevo régimen franquista procedió a una purga entre los funcionarios que se habían mantenido fieles al régimen republicano, como fue el caso de los empleados de la central telegráfica española en la ciudad. Manuel Amieva Escandón fue nombrado el 26 de diciembre de 1939 como nuevo representante español en Tánger.
Ya iniciada la Segunda Guerra Mundial, las tropas españolas invadieron la ciudad el 14 de junio de 1940, aprovechando el desconcierto ante la ocupación alemana de París ese mismo día, desmantelando el gobierno internacional. Unos meses más tarde, en noviembre, el territorio fue anexionado al protectorado español de Marruecos y se suprimieron los órganos internacionales que hasta entonces habían existido. Esta anexión vino acompañada con aplicación de la Ley de Responsabilidades Políticas en Tánger. En marzo de 1941 las nuevas autoridades españolas permitieron la apertura de un consulado alemán, el cual pronto se convertiría en el centro de la red de espionaje alemán en el norte de África. El posterior curso de la guerra, sin embargo, llevó al cierre del consulado en mayo de 1944, para evitar mayores complicaciones con los Aliados.
Con el final de la contienda en 1945, las autoridades españolas retiraron sus tropas de Tánger, y la ciudad volvió a su estatus anterior, bajo presión de las potencias aliadas. El 11 de octubre de 1945 se restableció formalmente la administración internacional por iniciativa de los gobiernos estadounidense, británico y soviético, y la Unión Soviética se hizo presente en el gobierno de la ciudad.

### Desaparición
Cuando Francia derogó su régimen de protectorado sobre Marruecos el 2 de marzo de 1956 y España hizo lo propio un mes más tarde, la zona internacional tenía los días contados. Las nueve potencias cogobernantes del territorio acordaron en octubre el fin del régimen internacional sobre Tánger, acuerdo efectivo el 1 de enero de 1957. Oficialmente fue reincorporada a Marruecos el 29 de octubre de 1956, aunque la reintegración financiera y la retirada de las últimas tropas extranjeras no llegó hasta el 11 de abril de 1960.

## Política interior

### Gobierno y administración
El gobierno de la ciudad y el territorio interior que la rodeaba estaban gobernados por una comisión formada por representantes de los países firmantes del Acuerdo internacional. Esta administración se encargaba de asuntos tales como la seguridad ciudadana, iluminación urbana, salud pública, etc. Existía una fuerza de policía compuesta por 250 efectivos. La política sanitaria e higiene urbana eran coordinadas por una Comisión delegada. Las potencias internacionales firmantes del acuerdo aportaban su cuota para el pago de servicios como la electricidad, sanidad o seguridad. En el cabo Espartel existía un importante faro que iluminaba la zona en un radio de 23 millas, cuyo mantenimiento y modernización también corría a cargo de los representantes internacionales.

Bandera mercante de uso en la Zona Internacional de Tánger.

Formalmente, la soberanía de la ciudad era ostentada por el sultán de Marruecos (que la había cedido «voluntariamente» a una serie de países internacionales), y en nombre del cual actuaba un jalifa delegado.
El gobierno de Tánger estaba dividido en tres poderes: ejecutivo, legislativo y judicial. 

#### Ejecutivo
El ejecutivo estaba representado por el mandatario que era el administrador. Durante el período de entreguerras todos los administradores eran franceses hasta la conquista española de 1940. El administrador tenía dos subordinados: uno francés y otro británico. Después de que el régimen internacional fuera restablecido en 1945, los administradores provinieron de otras nacionalidades, incluyendo portugeses (1945 1948 y 1951 a 1954), holandeses (de 1948 a 1951) y belgas (de 1954-1956). 
Desde el establecimiento de la zona y hasta 1937, los administradores laboraban desde el edicip de la Administración marroquí de la deuda en el bulevard Pasteur; de 1937 a 1940 se emplazaron en el consulado francés y durante la primera mitad de la década de 1950 se trasladó la administración a un edificio nuevo. Después de la independencia de Marruecos el edificio fue instituido como la sede del gobierno regional. 

#### Judicial
El poder judicial era ejercido por una Corte Mixta compuesta de cinco jueces, uno belga, un británico, uno español, uno francés y uno italiano. Como resultado de la creación de la Corte Mixta, las potencias europeas retiraron sus cortes consulares y entregaron dichas funciones a la Corte Mixta. La Corte Mixta fue concebida como una entidad jurídica experimental y fue la primera en su clase en todo el mundo.
La Corte Mixta siguió funcionando durante la Segunda Guerra Mundial y la ocupación española de la zona; fue objeto de reformas en 1952 pero se vio afectada negativamente debido a la falta de representación para musulmanes marroquís y a una falta de jueces. La Corte Mixta dejó de funcionar en 1957.

#### Legislativo
La legislatura de la zona era conocida como la Asamblea Legislativa Internacional y administrada por un Comité de Control compuesto por los cónsules de Bélgica, Francia, Inglaterra, Países Bajos, Italia, Portugal y España; la presidencia del comité rotaba entre los países miembros y la cámara estaba compuesta de 26 curules: cuatro franceses, tres británicos, tres italianos, uno belga, un holandés, un portugués, seis musulmanes, 3 judíos y cuatro españoles.

### Bandera y escudo
El territorio dispuso de su propio escudo, creado por decreto del 18 de agosto de 1938. Dispuso de una bandera para empleo de los buques mercantes, creada a tal efecto el 20 de junio de 1953. También estaba permitido el uso del estandarte real del sultán.

### Administradores internacionales
| Nombre                              | País         | Inicio de mandato     | Final de mandato        |
| ----------------------------------- | ------------ | --------------------- | ----------------------- |
| Paul Alberge                        | Francia      | 24 de agosto de 1926  | 19 de agosto de 1929    |
| Joseph Le Fur                       | Francia      | 19 de agosto de 1929  | 1 de agosto de 1940     |
| Manuel Amieva Escandón              | España       | 1 de agosto de 1940   | 4 de noviembre de 1940  |
| Anexión española                    |              |                       |                         |
| Luís António de Magalhães Correia   | Portugal     | 11 de octubre de 1945 | 18 de junio de 1948     |
| Jonkheer van Vredenburch            | Países Bajos | 15 de agosto de 1948  | 9 de abril de 1951      |
| José Luís Archer                    | Portugal     | 9 de abril de 1951    | 22 de junio de 1954     |
| Étienne de Croÿ                     | Bélgica      | 21 de junio de 1954   | 31 de diciembre de 1954 |
| Robert van de Kerckhove d'Hallebast | Bélgica      | 4 de junio de 1955    | 9 de julio de 1956      |

## Cultura
La influencia de la cultura española se hacía notar con la presencia de numerosos diarios, como las publicaciones Diario de Tánger, Presente, Tánger Gazette o Aucomar. El fútbol constituyó otro de los espejos de la cultura española, con la presencia de un cierto número de clubes: Fútbol Club Iberia, Unión Deportiva España, Unión Deportiva Sevillana, la Escuela Hispano Árabe de Tánger y la Unión Tingitana.[cita requerida]

## En la cultura popular
- En Little Birds, serie de televisión británica basada en el libro homónimo de Anaïs Nin, Tánger es el escenario de las historias.